# Иларион (Боголюбов)
Архимандри́т Иларион (в миру Тимофе́й Боголю́бов; 1815, Рязанская губерния — 1866, Саратовская губерния) — священнослужитель Русской православной церкви, архимандрит, ректор Воронежской духовной семинарий (1847—1861). Автор описания Алексеево-Акатова монастыря и записок по патрологии.

## Биография
Проходил обучение сначала в Рязанской духовной семинарии с 1832 по 1838 года, затем в Московской духовной академии, с 1838 по 1842 года. По окончании академии получил степень магистра и был оставлен в академии преподавателем патристики.
18 (30) октября 1842 года принял монашество. 25 октября, того же года, рукоположен в иеродиакона, архимандритом Евсевием, и 1 ноября, того же года, в иеромонаха, митрополитом Филаретом.
17 февраля (1 марта) 1845 года занимал должность помощника библиотекаря академии, а 5 мая, того же года, причислен к соборным монахам Донского монастыря. 18 (30) июня 1847 года назначен инспектором академии.
7 (19) июля 1847 года назначен ректором Воронежской духовной семинарии. 19 февраля (2 марта) 1848 года получил звание профессора богословских наук. 21 марта (2 апреля) 1848 года возведен в сан архимандрита. 22 апреля (4 мая) 1848 года назначен членом Воронежской духовной консистории, а 15 сентября, того же года, цензором проповедей. С 27 мая (8 июня) 1854 года назначен настоятелем Алексеево-Акатова монастыря.
В 1862 году уволен со всех должностей и назначен настоятелем Макариева Желтоводского монастыря, затем был переведен настоятелем монастыря в Саратовскую епархию, где скончался в 1866 году.

## Награды
1 (13) августа 1845 года награжден набедренником.
1856 — благословение Св. Синода.
17 (29) апреля 1857 года награжден орденом св. Анны II степени.
22 мая (3 июня) 1857 года награжден наперсным крестом «В память войны 1853—1856».